# جووانی پاسترونه
جووانی پاسترونه (ایتالیایی: Giovanni Pastrone; ۱۳ سپتامبر ۱۸۸۳ – ۲۷ ژوئن ۱۹۵۹) یک کارگردان، و هنرپیشه اهل ایتالیا بود.
از فیلم‌های او می‌توان به هدا گابلر اشاره کرد.

## فیلم‌شناسی
- سقوط تروا (۱۹۱۱)
- کابیریا (۱۹۱۴)
- هدا گابلر (۱۹۲۰)